# Clase Whidbey Island
La clase Whidbey Island es una clase de ocho LSD (landing ship dock) de la US Navy que, junto a los cuatro buques de la clase Harpers Ferry, constituye un grupo de doce LSD de la marina de guerra estadounidense.

## Desarrollo

LCAC desciende del USS Ashland, año 2014.

Los LSD de la clase Whidbey Island son un grupo de ocho buques con un diseño que permite las operaciones con LCAC y tropas, a diferencia de los LSD de la clase Harpers Ferry; cuya capacidad de carga fue incrementada.
Tanto los Whidbey Island como los Harpers Ferry son buques de 185 m de eslora. Su armamento consiste en misiles superficie-aire RIM-116A y dos (2) sistemas Phalanx CIWS; y pueden operar hasta con dos (2) helicópteros CH-53D Sea Stallion.

## Buques
| Nombre             | Número              | Constructor | Asignado | Transferido a | Destino     |
| ------------------ | ------------------- | ----------- | -------- | ------------- | ----------- |
| USS Whidbey Island | Avondale Industries | LSD-49      | 1985     |               | En servicio |
| USS Germantown     | Avondale Industries | LSD-42      |          |               | En servicio |
| USS Fort McHenry   | Avondale Industries | LSD-43      |          |               | En servicio |
| USS Gunston Hall   | Avondale Industries | LSD-44      |          |               | En servicio |
| USS Comstock       | Avondale Industries | LSD-45      |          |               | En servicio |
| USS Tortuga        | Avondale Industries | LSD-46      |          |               | En servicio |
| USS Rushmore       | Avondale Industries | LSD-47      |          |               | En servicio |
| USS Ashland        | Avondale Industries | LSD-48      |          |               | En servicio |